# Jane Saville
Pour les articles homonymes, voir Saville.
Jane Saville, née le 5 novembre 1974 à Sydney, est une athlète australienne, spécialiste de la marche, médaillée de bronze aux Jeux olympiques d'été de 2004 sur 20 km.
Saville a participé à trois Jeux olympiques d'été avec une performance très moyenne à Atlanta. Quatre ans plus tard, chez elle à Sydney, elle était disqualifiée alors qu'elle menait sur le 20 km à l'entrée du stade. Saville s'écroula en larmes.
À Athènes en 2004, elle remportait le bronze derrière Athanasía Tsoumeléka et Olimpiada Ivanova.
Saville a remporté trois médailles d'or aux jeux du Commonwealth sur 10 km en 1998 et 2002 et sur 20 km en 2006.
Elle est entraînée par son mari, le cycliste Matthew White. Sa sœur, Natalie Saville, pratique également la marche athlétique et s'est classée deuxième aux jeux du Commonwealth de 2006.

## Palmarès

### Jeux olympiques d'été
- Jeux olympiques d'été de 1996 à Atlanta ( États-Unis)
  - 26e sur 10 km marche
- Jeux olympiques d'été de 2000 à Sydney ( Australie)
  - disqualifiée sur 20 km marche
- Jeux olympiques d'été de 2004 à Athènes ( Grèce)
  -  Médaille de bronze sur 20 km marche

### Championnats du monde d'athlétisme
- Championnats du monde d'athlétisme de 1997 à Athènes ( Grèce)
  - éliminée en série sur 10 000 m marche
- Championnats du monde d'athlétisme de 1999 à Séville ( Espagne)
  - 7e sur 20 km marche
- Championnats du monde d'athlétisme de 2003 à Paris ( France)
  - 11e sur 20 km marche
- Championnats du monde d'athlétisme de 2005 à Helsinki ( Finlande)
  - 20e sur 20 km marche
- Championnats du monde d'athlétisme de 2007 à Osaka ( Japon)
  - disqualifiée sur 20 km marche

### Championnats du monde junior d'athlétisme
- Championnats du monde junior d'athlétisme de 1990 à Plovdiv ( Bulgarie)
  - 13e sur 5 000 m marche

### Jeux du Commonwealth
- Jeux du Commonwealth de 1994 à Victoria ( Canada)
  - 8e sur 10 km marche
- Jeux du Commonwealth de 1998 à Kuala Lumpur ( Malaisie)
  -  Médaille d'or sur 10 km marche
- Jeux du Commonwealth de 2002 à Manchester ( Angleterre)
  -  Médaille d'or sur 20 km marche
- Jeux du Commonwealth de 2006 à Melbourne ( Australie)
  -  Médaille d'or sur 20 km marche

## Sources
- (en) Cet article est partiellement ou en totalité issu de l’article de Wikipédia en anglais intitulé « Jane Saville » (voir la liste des auteurs).